# Austrohancockia
Austrohancockia is een geslacht van rechtvleugeligen uit de familie doornsprinkhanen (Tetrigidae). De wetenschappelijke naam van dit geslacht is voor het eerst geldig gepubliceerd in 1938 door Günther.

## Soorten
Het geslacht Austrohancockia omvat de volgende soorten:
- Austrohancockia gibba Liang & Zheng, 1991
- Austrohancockia grassitti Zheng & Liang, 1987
- Austrohancockia guangxiensis Zheng & Jiang, 1998
- Austrohancockia gutianshanensis Zheng, 1995
- Austrohancockia hubeiensis Zheng, 1992
- Austrohancockia jiugongshanensis Zheng & Zhong, 2005
- Austrohancockia kwangtungensis Tinkham, 1936
- Austrohancockia longidorsalis Zheng, 2008
- Austrohancockia okinawensis Yamasaki, 1994
- Austrohancockia platynota Karny, 1915
- Austrohancockia qiyunshanensis Zheng, 1998
- Austrohancockia tuberfemora Deng, Zheng & Wei, 2008